# Leonardo Villar
Leonardo Villar, all'anagrafe Leonildo Motta (San Paolo, 25 luglio 1923 – San Paolo, 3 luglio 2020), è stato un attore brasiliano.

## Biografia
Attore cinematografico, teatrale e televisivo, è ricordato per essere stato scelto da Anselmo Duarte come protagonista di La parola data, a tutt'oggi unico film brasiliano premiato con la Palma d'oro. Nella pellicola, che ebbe anche la nomination all'Oscar nella categoria dei migliori film stranieri, Villar fu affiancato da Dionisio Azevedo e Geraldo Del Rey, coi quali egli lavorò ancora in O Santo Milagroso di Carlos Coimbra.
Partecipò a numerose telenovelas, tra cui, Os Miseráveis, Atto d'amore e Os ossos do barão.
Leonardo Villar morì nel luglio 2020 per problemi cardiaci, a 96 anni. 

## Filmografia

### Cinema
- 1962: La parola data .... Zé do Burro / Donkey Jack
- 1964: Lampião, o Rei do Cangaço .... Lampião
- 1964: Procura-se uma Rosa
- 1965: Samba (non accreditato)
- 1965: A Hora e a Vez de Augusto Matraga .... Augusto Matraga
- 1966: A Grande Cidade .... Jasão
- 1966: Amor e Desamor
- 1967: Juego peligroso .... Homero Olmos / Homero de Tal (segment "HO")
- 1967: O Santo Milagroso .... Pastore Raimundo
- 1968: A Madona de Cedro
- 1982: Amor de Perversão
- 1996: Enigma de um Dia (corto)
- 1998: Ação entre Amigos .... Correia
- 2000: Brava Gente Brasileira
- 2007: The Ballroom